# Ла Пательер, Дени де
Дени́ де Ла Пателье́р (фр. Denys de La Patellière с полным именем Дени Мари Жозеф Дюбуа де Ла Пательер фр. Denis Marie Joseph Dubois de La Patellière; 8 марта 1921, Нант, Атлантическая Луара, Франция — 21 июля 2013,  Динар, Иль и Вилен, Франция) — французский режиссёр, сценарист, монтажёр, писатель и общественный деятель.
Крупная фигура кинематографа Франции второй половины XX века. Один из немногих французских режиссёров, кто в течение полутора десятков лет снял несколько кинематографических хитов: 15 из 22-х его художественных фильмов посмотрело в кинотеатрах Франции более миллиона зрителей. Он постоянно работал с лучшими актёрами того времени, такими как: Жан Габен, Луи де Фюнес, Фернандель, Шарль Азнавур, Жанна Моро, Клод Брассёр, Мишель Мерсье или Лино Вентура, который стал звездой благодаря роли в фильме «Такси в Тобрук», отмеченном высшей кинопремией того времени Гран-при французского кино.

## Биография

### Ранние годы
Дени де Ла Пательер родился 8 марта 1921 года в Нанте последним из трёх братьев — Феликса, Ива и Ги — и трёх сестёр — Анны, Рене и Жанны — в семье Феликса Мари Дюбуа де Ла Пательера (фр. Félix Marie Dubois de La Patellière, 1872—1944) и Маргерит Элизы Мари Жильбер Гурвиль (фр. Marguerite Élisa Marie Gilbert de Gourville, 1877—1968). Его отец происходил из обедневшего аристократического рода Дюбуа де Ла Пательеров, получивших дворянский титул во время 2-й Реставрации в 1817 году, и, будучи офицером, работал учителем математики в государственной школе.
В 1924 году родители покидают Нант по финансовым причинам, и следующие 15 лет Дени проводит в доме его дедушки и бабушки со стороны матери в Ла Рошели, на атлантическом побережье Франции, где учится в Лицее Фенелон (фр. Fénelon). Он думает продолжить военную линию и после подготовки в лицее Пуатье с дипломом бакалавра в мае 1940 года сдаёт вступительный экзамен в высшее военное училище Сен-Сир. Но его планы получения образования нарушает начало оккупации Франции, когда учебное заведение переводится в «свободную зону». В 1941 году Дени, как и вся его возрастная группа, был вызван в молодежные лагеря, откуда в ноябре 1942 года его выгоняют за голлизм. Вернувшись в район Нанта, он получает распоряжение об отправке на принудительную работу в Германию. Дени скрывается, а после операции «Торч» вступает во Французскую освободительную армию (фр. Armée française de la Libération) и принимает участие в боевых действиях в Северной Африке.
Во время войны он теряет двух братьев. 31 мая 1940 года в результате взрыва на поезде погибает самый старший из братьев, Феликс. 21 июня того же года его брат Ги, кадровый офицер, входит в группу первых 30-ти офицеров, примкнувших к де Голлю. Впоследствии заочно осуждённый и приговорённый к смертной казни военным трибуналом по приказу правительства Виши, он погибнет в Форт-Лами (фр. Fort-Lamy) в 1941 году.
В конце 1944 года Дени возвращается к гражданской жизни и отказывается от военной профессии.

### Путь к профессии
После освобождения Франции Дени находится в поисках своего места в сложной ситуации послевоенной страны. Большую помощь ему оказывает муж его сестры Роже де Бруа (фр. Roger de Broin), который тогда работал в Оргкомитете киноиндустрии (фр. Comité d'organisation de l'industrie cinématographique) и имел связи в этой области. Дени открыл для себя кино только в возрасте 18-19 лет, в Ла Рошели, поскольку его семья не могла себе позволить часто ходить в кинотеатры. У него преобладало желание писать для кино, но он не владел технологией создания сценария и у него не было средств, чтобы пройти стажировку для получения определённых знаний и навыков. Поэтому в январе 1945 года он устраивается рабочим в проявочный цех кинофабрики Бют-Шомон (фр. Studios des Buttes Chaumont). Вскоре ему там предлагают освободившуюся должность администратора, так как Дени оказывается наиболее образованным среди остальных сотрудников. Однако он не собирается оставаться на этой работе всю свою жизнь.
Клиентом этой лаборатории в числе прочих являлась компания «Французские новости» (фр. Actualités Françaises), единственный информационный киножурнал того времени, выходивший в кинотеатрах. Они ели в одной столовой, где он постоянно общался с одним из их монтажёров, который и предлагает Дени присоединиться к нему. Так он становится монтажёром в нескольких документальных фильмах различной тематики, произведённых «Французскими новостями», а потом, в 1948 году, работает монтажёром в совместной с американцами экранизации сказки Льюиса Кэрролла «Алиса в Стране чудес» с большим количеством кукол. Наконец, в 1949 году, опять же благодаря своему зятю, который уже несколько лет был исполнительным директором у продюсера Роже Рибадо-Дюма (фр. Roger Ribadeau-Dumas) Дени становится 2-м ассистентом режиссёра Мориса Лабро в комедии с Фернанделем L'héroïque Mr Boniface (Героический Господин Бонифаций).
В течение следующих 6-ти лет он работает ассистентом у таких режиссёров, как Жорж Лакомб в Prélude à la gloire (Прелюдия к славе, 1949), Ришар Ротье (фр. Richard Pottier) в Casimir (Казимир, 1950), Рене Ле Энаф (фр. René Le Hénaff) в Uniformes et grandes manoeuvres (Униформа и маневры, 1950),  Жорж Лампен в Suivez cet homme ! (Следуйте за этим человеком!, 1950) и Лео Жоаннон (фр. Léo Joannon) в Le Défroqué (Расстрига, 1954), мощной драме веры с Пьером Френе в главной роли, для которой он также участвует в написании первого для него сценария.

### Режиссёр популярного кино
После приобретения продюсером Рибадо-Дюма прав на экранизацию романа Мишеля де Сен Пьера (фр. Michel de Saint Pierre) Les Aristocrates (Аристократы), вышедшего в 1954 году, писателю и сценаристу  Ролану Лоденбаку (фр. Roland Laudenbach) и Дени де Ла Пательеру было поручено подготовить сценарий для съёмок фильма. Тема об обедневшем аристократе, придерживающимся стиля и привычек прошлого, вступающего в конфликт со своими взрослыми детьми, которые пытаются заставить его приспособиться к их образу жизни была близка Дени: он работает увлечённо и чувствует себя комфортно в этом проекте. Сценарий получает одобрение Рибадо-Дюма и претендента на главную роль Пьера Френе, но режиссёру Лео Жоаннону адаптация не нравится, и он категорически отказывается от съёмок. Производитель фильма Gaumont останавливает свой выбор на Дени де Ла Пательере.
Фильм, имеющий в актёрском составе, помимо Френе, Брижитт Обер и Мориса Роне, уже сделавших себе имя на большом экране, встречает большой успех, который позволяет Ла Пательеру встать за объектив кинокамеры. В течение следующих 20-ти лет он будет выпускать без перерывов примерно один фильм каждый год, обращаясь к очень разнообразным темам и работая в разных жанрах.
После первого удачного опыта в профессии следуют хорошо сделанные мелодрамы, во многом обязанные занимательной литературной основе. Среди них: Le salaire du péché (Плата за грех, 1956) по книге Emily le saura (1949) американской писательницы детективов Нэнси Ратледж (англ. Nancy Rutledge) с Жан-Клодом Паскалем в роли Жана де Шавена, намеревающимся убить жену (Даниэль Дарьё) для того, чтобы жить с привлекательной медсестрой (Жанна Моро); комедия Les œufs de l'autruche (Страусиные яйца, 1957) по пьесе Андре Руссена (фр. André Roussin), перенесённая на большой экран по просьбе Пьера Френе, где персонаж актёра обнаруживает, что один из его сыновей — гей, а другой живёт на содержании японской графини, и экранизация детективного романа There is always a price tag модного в конце 1950-х годов автора Хедли Чейза под названием Retour de manivelle (Ответный удар, 1957) с Мишель Морган и дебютанткой Мишель Мерсье. Этот фильм также отмечен первым сотрудничеством Ла Пательера в создании сценария с Мишелем Одьяром, с которым он знакомится через своего двоюродного брата, работавшим тогда журналистом вместе с ним в ежедневной газете L'Etoile du soir.
Драма 1958 года по роману Мориса Дрюона Les grandes familles         (Сильные мира сего) с её крепкой сюжетной линией и внушительным присутствием Жана Габена привлёкает в кинотеатры Франции более 4-х миллионов зрителей и получает широкую дистрибуцию за границей. Габен здесь играет одну из самых значительных ролей в его карьере, барона Ноэля Шудлера, патриарха богатой семьи, имеющей свои интересы в банковской сфере, прессе и искусстве. Отяжелевший 54-летний Габен, который создал репутацию играя в социальных изгоев и героев из рабочего класса в классических фильмах Марселя Карне и Жана Ренуара, представляет теперь первый персонаж в его галереи отцов семейств и разного рода боссов. Пьер Брассёр, Бернар Блие и Жан Десайи дополняют актёрский состав этой истории из мира финансов, переходящей в семейную трагедию.
Ла Пательер возобновляет свой опыт работы с Габеном в следующем году с целью создания совершенно иного характера: рабочего, в одиночку воспитывающего троих детей, в социальной драме Rue des Prairies (Улица Прэри) о «маленьких людях».
Но самым известным и самым дорогим  для режиссёра фильмом становится антивоенная драма «Такси в Тобрук» (1960) о приключениях четырёх французских солдат и их немецкого пленника в африканской пустыне во время Второй мировой войны. Фильм с большим успехом проходит по всей стране, собрав в кинотеатры 5 миллионов зрителей и сделав Вентуру звездой, получает высшую в то время французскую кинематографическую награду, Гран-при французского кино, а потом много раз транслируется по телевидению.
После этого шедевра он продолжает он продолжает работать на пике карьеры над  драмой Le bateau d'Émile (Лодка Эмиля, 1961) по рассказу Жоржа Сименона с диалогами Мишеля Одьяра и с дуэтом Анни Жирардо-Лино Вентура, где последний впервые отходит от своего амплуа. Фильм хорошо принимает публика (1,5 миллиона зрителей) и поддерживает критика.
Однако не всё удаётся в равной мере. В 1965 году Ла Пательеру совместно с американским режиссёром Ноэлем Ховардом (англ. Noël Howard) была поручена постановка амбициозного проекта киностудий Франции, Италии, Югославии, Египта и Афганистана La fabuleuse aventure de Marco Polo (Сказочное приключение Марко Поло) с Хорстом Буххольцем в роли Марко Поло и представительным международным актёрским составом, в который входили Энтони Куинн, Омар Шариф, Орсон Уэллс и Эльса Мартинелли. Снятый на CinemaScope, главным образом в Югославии, он располагал впечатляющими сценами битвы и грандиозными пейзажами, но по выручке остался позади других фильмов этого жанра. Не встречают ожидаемой аудитории комедии с Шарлем Азнавуром Tempo di Roma и Pourquoi Paris? (1962) и  приключенческий фильм Soleil noir (Чёрное солнце, 1966) с Мишель Мерсье.
В 1965 году Дени де Ла Петельер обращается к более классический постановке Le tonnerre de Dieu («Гром небесный) по роману Бернара Клавеля Qui m'emporte и к новому сотрудничеству с Габеном и Мишель Мерсье, уже представшей в статусе восходящей звезды, и возвращается на вершину кассовых сборов (более 4-х миллионов проданных билетов), хотя в сопровождении не во всём единодушной критики. На следующий год режиссёр снимает боевик Du rififi à Paname («Разборки в Париже»)  по роману Огюста Ле Бретона с Мирей Дарк и опять с Жаном Габеном о международной контрабанде бриллиантами, умелый сюжет которого держит зрителя до конца в напряжении.  В 1966 году Ла Пательер по просьбе Фернанделя готовит совместно с писателем и сценаристом Паскалем Жарденом (фр. Pascal Jardin) сценарий по роману Бернара Клавеля Le voyage du père (Поездка отца) для одноимённого фильма, почти трагической драмы о жестоком разочаровании крестьянина, поехавшего в большой город на поиски своей дочери.
В 1968 году он снимает второй свой самый известный фильм  Le Tatoué («Татуированный») о вспыльчивом, обнищалом аристократе с татуировкой оригинала Модильяни на спине, созданный с намерением продюсерской компании соединить двух «монстров», Габена и Фюнеса. Несмотря на беспорядок со сценарием, который писался уже по ходу действия, и отчасти резкую критику на выходе, эта комедия оказывается одним из кинематографических хитов сезона 1968 года (более чем 3,2 миллионов зрителей).

### Отношения с Новой волной
Не все фильмы Дени де Ла Пательера обязательно являлись шедеврами, но они тем не менее встречали очевидный и заслуженный успех у публики, вместе с этим привлекая внимание критиков. Ла Пательер был из числа французских режиссёров, охарактеризованных с ироничным презрением Франсуа Трюффо, Жан-Люком Годаром и другими кинематографистами Новой волны как представители «папашиного кино». Молодые интеллектуалы Cahiers du cinéma не упустили из виду также то, что некоторые сценарии его фильмов представляются относительно слабыми.
В интервью в 2012 году Дени де Ла Пательер так ответил на вопросы по поводу его отношений с Новой волной:

— Как вы прожили и восприняли Новую волну? 
— Это довольно сложно. В то время были в приоритете режиссёры моего поколения и я сам, когда молодые люди, такие как Шаброль, Трюффо, Годар хотели занять наши места. Они были журналистами, и они хотели расчистить, привнести что-то новое в кино.Они мне об этом говорили совершенно открыто. Но на самом деле они не понимали, что если у кого кино и отличается от нашего, так это у Годара. Настоящей Новой Волной был Годар. 
— Критики Cahiers du Cinéma не пощадили вас, утверждая, что ваши фильмы «значат столько, сколько значит Габен, а Габен ничего не значит» .. 
— Критика, подобная этой, несерьёзна и неубедительна, потому что зрители прекрасно знают, что Габен что-то да значит. Но это правда, что я получил нагоняй. Мои фильмы тем более их раздражали, что они хорошо работали.Оригинальный текст (фр.)
— Comment avez-vous vécu et considéré la Nouvelle vague ? 
— C'est assez complexe. A cette époque, les réalisateurs de ma génération et moi-même occupions le terrain lorsque des jeunes comme Chabrol, Truffaut, Godard ont voulu prendre nos places. Ils étaient journalistes et entendaient faire le ménage, apporter quelque chose de nouveau au cinéma. Ils m'en ont d'ailleurs parlé tout à fait ouvertement. Mais en réalité, ils ne réalisaient pas un cinéma si différent du nôtre, seul celui de Godard était à part. La vraie Nouvelle Vague, c'était Godard. 
— Les critiques des Cahiers du Cinéma ne vous ont pas épargné, clamant que vos films "valent ce que vaut Gabin, et Gabin ne vaut rien"… 
— Une critique comme celle-là n'a aucune importance, aucun poids, car les spectateurs savent parfaitement que Gabin ne vaut pas rien. Mais c'est vrai que j'en ai pris pour mon grade. Mes films les énervaient d'autant plus qu'ils marchaient bien.

### Изменение тональности
Тем не менее в начале 70-х годов Дени де Ла Пательер пробует себя в более острой тематике с психологической драмой "Sabra" (Сабра, 1970) по роману Vahé Katcha La mort d'un Juif, рассказывая о конфронтации между израильским агентом и арабским инспектором. В 1972 году режиссер и Габен встречаются в шестой и последний раз для жёсткого криминала Le tueur (Убийца), в котором комиссар (Жан Габен) выслеживает серийного убийцу в бегах (Фабио Тести). Премьера насчитывает чуть менее миллиона зрителей. Последним фильмом для большого экрана Дени де Ла Пательера становится недооценённая драма с политическим контекстом Prêtres interdits (Священники под запретом / Запрещённые священники, 1973). Основанная на военных мемуарах сценариста и писателя Франсуа Буайе (фр. François Boyer), она поднимает деликатную тему безбрачия человека церкви, воплощённого Робером Оссейном. Главную женскую роль юной Франсуазы играет юная актриса Клод Жад, прославившаяся прежде всего фильмами основателя Новой волны Франсуа Трюффо. Жад и Хоссейн играют на пару против всех лицемеров.

### На телевидении
С падением рейтинга его работ Ла Пательер уходит с большого экрана на телевидение, где делает несколько телевизионных фильмов и телесериалов. Режиссёр возвращает успех в 1979 году, когда снимает для TF1 мини-сериал из 4-х эпизодов Le comte de Monte-Cristo (Граф Монте-Кристо) с Жаком Вебером в главной роли. Эта версия до сих пор считается одной из лучших адаптаций и верных источнику, роману Дюма, что подтверждает её издание на DVD в 2013 году. В 1985 году он ставит мини-сериал из 3-х эпизодов Le paria (Изгой) с Шарлем Азнавуром, а в 1987 году — сериал Bonjour maître (Здравствуйте, мэтр) из 12-ти эпизодов с Даниэль Дарьё для Antenne 2. В 1989 году он снимает по собственному сценарию полицейский мини-сериал Paparoff (Папарофф) с Мишелем Константеном в титульной роли. Кроме того он является режиссёром одного эпизода сериала Les enquêtes du commissaire Maigret (Расследования комиссара Мегрэ) с Жаном Ришаром и 2-х  эпизодов, для которых также пишет сценарии, сериала Maigret (Мегрэ) с Бруно Кремером.

### Последние годы
Проводя свои отпуска в течение 30-ти лет в Динаре, Дени де Ла Пательер предпочитает этот курортный город на северном побережье Франции, чтобы жить там круглый год после ухода из кино. Он посвящает себя чтению и своей семье, которую называет «самым главным» в своей жизни, неслучайно обращаясь к семейной теме в нескольких своих фильмах.
В  возрасте 81 года он пишет свой единственный, частично биографический роман, вдохновлённый воспоминаниями о его детстве в Ла Рошеле.
По поводу своего творческого пути в кино он не испытывает «сожалений», оценивая его итоги по сути  таких же образом, как он резюмировал в интервью Le Figaro в 2002 году:

Я был коммерческим режиссёром, и это не уничижительное для меня слово. У меня не было амбиций создать шедевр, но делать шоу и интересовать зрителей.Оригинальный текст (фр.)J'étais un metteur en scène commercial et ce n'est pas pour moi un mot péjoratif. Je n'avais pas l'ambition de faire une œuvre mais de réaliser des spectacles et d'intéresser les spectateurs.
Дени де Ла Пателье уходит из жизни 21 июля 2013 года в возрасте 92-х лет в своём доме в Динаре, оставив эклектичную фильмографию в классической, но добротной постановке. Большинство его фильмов теперь изданы на DVD и периодически транслируются по телевидению, что подтверждает долговечность его работы.

### Семья
Дени де Ла Пательер был дважды женат. В браке с Жанной де Фольтрие фр. Jeanne de Faultrier он имел двух дочерей: Мари Кристин Дюбуа де Ла Пательер (фр. Marie Christine Dubois de La Patellière) и Мари Доминик Dubois de La Patellière (фр. Marie Dominique Dubois de La Patellière).
После развода он женился на монтажёре с дипломом Сорбонны Флоранс Ренар (фр. Florence Renard, 1942 г. р.), с которой состоял в браке до конца жизни.
Во втором браке родилось трое детей: Фабрис, Александр и Жюли. Его сыновья  Фабрис и Александр также работают в мире кино. Фабрис Жером Дени Дюбуа де ла Пательер (фр. Fabrice Jérôme Denis Dubois de La Patellière, 1968 г.р.) является продюсером и директором на французском телевидении. Александр Дюбуа де ла Пательер (фр. Alexandre Dubois de La Patellière, 1971 г.р.) — драматург, режиссёр, сценарист и продюсер. В 2011 году он получил две награды: Prix du Jeune Théâtre и Prix SACD du Nouveau Talent.  В 2012 году он издал свою пьесу Le Prénom, по которой совместно с Матьё Делапортом (фр. Matthieu Delaporte) снял одноимённый фильм «Имя», номинированный на «Сезар» в 2013 году.

### Общественные должности
- президент национального Союза техников кинопроизводства (фр. Syndicat des techniciens de la production cinématographique) Всеобщей конфедерации труда в 1960-е гг., в составе которого участвовал в манифестациях Мая 1968[11][12]
- член жюри кинопремии «Сезар»[11]
- член жюри Фестиваля английского кино в Динаре (Festival du film britannique de Dinard) в 1994 году[16]

### Звания и награды
| Орден                               | Орден |
| ----------------------------------- | ----- |
| Офицер ордена искусств и литературы |       |

| 1961 : Гран-при французского кино Société d'encouragement à l'art et à l'industrie (SEAI) (Франция) — «Такси в Тобрук »(1961)           |
| 2009 : Премия «Наследие» (Prix du Patrimoine) Академии Сентонжа (Франция) — Le Bateau d'Emile (1962) и за творческие достижения в целом |

## Карьера

### Фильмография
| Работы в кино | Работы в кино | Работы в кино                                                                        | Работы в кино                                                                           | Работы в кино                                                                           | Работы в кино                                                                                          |
| Год           | Жанр          | Русское название                                                                     | Оригинальное название                                                                   | Основные исполнители                                                                    | Примечание                                                                                             |
| ------------- | ------------- | ------------------------------------------------------------------------------------ | --------------------------------------------------------------------------------------- | --------------------------------------------------------------------------------------- | --- |
| 1947          | д/ф           | «Паломники Мекки»                                                                    | Pèlerins de la Mecque                                                                   | King Faroukh, King Ibn Saud                                                             | монтажёр                                                                                               |
| 1949          | х/ф           | «Алиса в стране чудес»                                                               | Alice in Wonderland, реж. Dallas Bower                                                  | Carol Marsh                                                                             | монтажёр                                                                                               |
| 1949          | х/ф           | «Героический Господин Бонифаций»                                                     | L'héroïque Mr Boniface, реж. Морис Лабро                                                | Фернандель                                                                              | 2-й ассистент режиссёра                                                                                |
| 1950          | х/ф           | «Казимир»                                                                            | Casimir, реж. Richard Pottier                                                           | Фернандель                                                                              | ассистент режиссёра                                                                                    |
| 1950          | х/ф           | «Прелюдия к славе»                                                                   | Prélude à la gloire, реж. Жорж Лакомб                                                   | Roberto Benzi, Paul Bernard, Jean Debucourt                                             | ассистент режиссёра                                                                                    |
| 1950          | х/ф           |                                                                                      | Le tampon du capiston, реж. Морис Лабро                                                 | Rellys, Jean Tissier, Pauline Carton                                                    | ассистент режиссёра                                                                                    |
| 1950          | х/ф           | «Униформа и большие манёвры»                                                         | Uniformes et grandes manoeuvres, реж. René Le Hénaff                                    | Andrex, Luc Andrieux, Фернандель                                                        | ассистент режиссёра                                                                                    |
| 1951          | х/ф           | «Мушкетёры короля»                                                                   | Les mousquetaires du roi, реж. Marcel Aboulker, Michel Ferry                            | Claude Bertrand, Raymond Bussières, Jaque Catelain                                      | 1-й ассистент режиссёра                                                                                |
| 1951          | х/ф           | «Бонифаций-сомнамбула»                                                               | Boniface somnambule                                                                     | Фернандель , Andrex, Gaby André                                                         | 1-й ассистент режиссёра                                                                                |
| 1953          | х/ф           | «Следуйте за этим человеком!»                                                        | Suivez cet homme !, реж. Жорж Лампен                                                    | Бернар Блие, Suzy Prim, René Blancard                                                   | 1-й ассистент режиссёра                                                                                |
| 1953          | к/м           |                                                                                      | Le puits aux miracles, реж. Жорж Лампен                                                 | Bernard Lajarrige, Marcel Pérès                                                         | сценарист (совм.)                                                                                      |
| 1954          | х/ф           | «Расстрига»                                                                          | Le défroqué, реж. Léo Joannon                                                           | Пьер Френе, Pierre Trabaud, Nicole Stéphane                                             | 1-й ассистент режиссёра и сценарист (адаптация)                                                        |
| 1954          | док. к/м      | «Известный незнакомец: сахар»                                                        | Un illustre inconnu : le sucre                                                          | -                                                                                       | режиссёр и сценарист                                                                                   |
| 1954          | к/м           | «Прекрасная возможность»                                                             | Belle occasion, реж. Жорж Лампен                                                        |                                                                                         | сценарист (совм.)                                                                                      |
| 1955          | к/м           | «Привет, Астра!»                                                                     | Salut, Astra !, реж. Жорж Лампен                                                        |                                                                                         | сценарист                                                                                              |
| 1955          | х/ф           | «Аристократы»                                                                        | Les aristocrates                                                                        | Пьер Френе, Брижитт Обер, François Guérin                                               | режиссёр и сценарист (совм.)                                                                           |
| 1956          | х/ф           | «Плата за грех»                                                                      | Le salaire du péché                                                                     | Даниэль Дарьё, Жан-Клод Паскаль, Жанна Моро                                             | режиссёр и сценарист (совм.)                                                                           |
| 1957          | х/ф           | «Страусиные яйца» / «У страуса два яйца»                                             | Les Œufs de l'autruche                                                                  | Пьер Френе, Simone Renant, Georges Poujouly                                             | режиссёр и сценарист (совм.)                                                                           |
| 1957          | х/ф           | «Ответный удар»                                                                      | Retour de manivelle                                                                     | Мишель Морган, Мишель Мерсье, Даниэль Желен                                             | режиссёр и сценарист (адаптация)                                                                       |
| 1958—1964     | телепередача  | «Кинопанорама», передачи от 3.07.1958 и от 8.02.1964                                 | Cinépanorama, передачи от 3.07.1958 и от 8.02.1964                                      |                                                                                         | он сам                                                                                                 |
| 1958          | х/ф           | «Тереза Этьенн»                                                                      | Thérèse Étienne                                                                         | James Robertson Justice, Франсуаз Арнуль, Пьер Ванек                                    | режиссёр и сценарист (совм.)                                                                           |
| 1958          | х/ф           | «Ля Тур, берегись!»                                                                  | La Tour, prends garde !                                                                 | Жан Маре, Eleonora Rossi Drago, Nadja Tiller                                            | сценарист (совм.)                                                                                      |
| 1958          | х/ф           | «Сильные мира сего» / «Великие семьи»                                                | Les grandes familles                                                                    | Жан Габен, Annie Ducaux, Жан Десайи                                                     | режиссёр и сценарист (совм.)                                                                           |
| 1959          | х/ф           | «Улица Прэри» / «Луговая улица»                                                      | Rue des Prairies                                                                        | Жан Габен, Marie-José Nat, Клод Брассёр,                                                | режиссёр и сценарист (совм.)                                                                           |
| 1959          | х/ф           | «Глаза любви»                                                                        | Les yeux de l'amour                                                                     | Даниэль Дарьё, Жан-Клод Бриали, Françoise Rosay                                         | режиссёр и сценарист (совм.)                                                                           |
| 1961          | х/ф           | «Такси в Тобрук»                                                                     | Un taxi pour Tobrouk                                                                    | Харди Крюгер, Лино Вентура, Maurice Biraud                                              | режиссёр и сценарист (совм.)                                                                           |
| 1962          | х/ф           | «Лодка Эмиля»                                                                        | Le bateau d'Émile                                                                       | Анни Жирардо, Лино Вентура, Мишель Симон                                                | режиссёр и сценарист (совм.)                                                                           |
| 1962          | х/ф           |                                                                                      | Carillons sans joie, реж Charles Brabant                                                | Dany Carrel, Raymond Pellegrin, Роже Анен                                               | сценарист (совм.)                                                                                      |
| 1962          | х/ф           | «Почему Париж?»                                                                      | Pourquoi Paris ?                                                                        | Monique Bertho, Шарль Азнавур, André Badin                                              | режиссёр                                                                                               |
| 1963          | х/ф           |                                                                                      | Tempo di Roma                                                                           | Шарль Азнавур, Арлетти, Gregor von Rezzori                                              | режиссёр                                                                                               |
| 1964          | х/ф           | «Переполох среди вдов»                                                               | Du grabuge chez les veuves, реж. Jacques Poitrenaud                                     | Даниэль Дарьё, Dany Carrel, Жан Рошфор                                                  | сценарист (адаптация)                                                                                  |
| 1965          | х/ф           | «Сказочное приключение Марко Поло»                                                   | La fabuleuse aventure de Marco Polo                                                     | Хорст Буххольц, Энтони Куинн, Аким Тамиров                                              | режиссёр (совм. с Raoul Lévy и Noël Howard) и сценарист (совм.)                                        |
| 1965          | х/ф           | «Гром небесный»                                                                      | Le tonnerre de Dieu                                                                     | Жан Габен, Мишель Мерсье, Робер Оссейн                                                  | режиссёр (как Denys de La Patelliere) и сценарист (как Denys de La Patelliere и совм. с Pascal Jardin) |
| 1966          | х/ф           | «Потасовка в Панаме (фильм)» / «Разборки в Париже »                                  | Du rififi à Paname                                                                      | Жан Габен, Герт Фрёбе, Джордж Рафт, Мирей Дарк                                          | режиссёр и сценарист (совм.)                                                                           |
| 1966          | х/ф           | «Поездка отца»                                                                       | Le voyage du père                                                                       | Фернандель, Лилли Палмер, Лоран Терзиефф                                                | режиссёр, сценарист (совм.) и актёр (статист)                                                          |
| 1966          | х/ф           | «Чёрное солнце»                                                                      | Soleil noir                                                                             | Мишель Мерсье, Daniel Gélin, Валентина Кортезе                                          | режиссёр и сценарист (совм.)                                                                           |
| 1968          | х/ф           | «Дорогая Каролина»                                                                   | Caroline chérie                                                                         | France Anglade, Витторио Де Сика, Бернар Блие                                           | режиссёр                                                                                               |
| 1968          | х/ф           | «Татуированный»                                                                      | Le Tatoué                                                                               | Жан Габен, Луи де Фюнес, Paul Mercey                                                    | режиссёр                                                                                               |
| 1969          | х/ф           | «Сабра» / «Смерть еврея»                                                             | Moto Shel Yehudi / Sabra                                                                | Аким Тамиров, Assi Dayan, Jean Claudio                                                  | режиссёр и сценарист (совм.)                                                                           |
| 1972          | х/ф           | «Убийца»                                                                             | Le tueur                                                                                | Жан Габен, Фабио Тести, Uschi Glas, Жерар Депардьё                                      | режиссёр и сценарист (совм.)                                                                           |
| 1973          | х/ф           | «Запрещённые священники» / «Священники под запретом»                                 | Prêtres interdits                                                                       | Робер Оссейн, Клод Жад, Pierre Mondy                                                    | режиссёр и сценарист (совм.)                                                                           |
| 1975          | х/ф           |                                                                                      | Tamara ou Comment j'ai enterré ma vie de jeune fille, реж. Michel Berkowitch            | Catherine Basseti, Orlane Paquin, Christine Fabréga                                     | тех. консультант                                                                                       |
| 1975          | т/сериал      | «Судебные ошибки»                                                                    | Erreurs judiciaires, эпизоды: La dame au fusil (1975), Course contre la montre (1975)   | Yves Barsacq, André Chazel, Marcel Cuvelier, Georges Atlas, Bruno Balp, Yves Brainville | актёр (генеральный прокурор, прокурор)                                                                 |
| 1975          | х/ф           | «Лисица на острове»                                                                  | Le renard dans l'île                                                                    | Suzanne Flon, Lucien Barjon, Hervé Lévy                                                 | сценарист                                                                                              |
| 1976          | т/сериал      | «Кино 16», эпизод «Манипуляция» (1976)                                               | Cinéma 16, эпизод La manipulation (1976)                                                | Henri Garcin, Vania Vilers, Elizabeth Teissier                                          | режиссёр (1 эпизод) и сценарист (1 эпизод)                                                             |
| 1977—1979     | т/сериал      | «Судья, полицейский» (12 эпизодов)                                                   | Un juge, un flic (12 эпизодов)                                                          | Michel Duchaussoy, Pierre Santini, Simone Rieutor                                       | режиссёр (12 эпизодов) и сценарист (совм.)                                                             |
| 1978          | док. т/ф      | «Вспоминая Жана Габена»                                                              | Remembering Jean Gabin                                                                  |                                                                                         | он сам                                                                                                 |
| 1978          | т/ф           |                                                                                      | Histoires de voyous: Le casse des rois mages                                            | Julien Guiomar, Antoinette Moya                                                         | режиссёр                                                                                               |
| 1978          | т/сериал      | «Расследования комиссара Мегрэ»                                                      | Les enquêtes du commissaire Maigret, эпизод Maigret et les témoins récalcitrants (1978) | Жан Ришар, Jean Topart, Lucienne Hamon                                                  | режиссёр                                                                                               |
| 1979          | х/ф           | «Американская мечта» (не закончен)                                                   | Un rêve américain (не закончен)                                                         |                                                                                         | режиссёр                                                                                               |
| 1979          | мини-сериал   | «Граф Монте-Кристо» (4 эпизода)                                                      | Le comte de Monte-Cristo (4 эпизода)                                                    | Жак Вебер, Carla Romanelli, Жан-Франсуа Порон                                           | режиссёр                                                                                               |
| 1983          | мини-сериал   | «Дипломатическая тайна»                                                              | Secret diplomatique                                                                     | Bernard Crombey, Henri Garcin, Charlotte de Turckheim                                   | режиссёр (4 эпизода), сценарист (6 эпизодов, совм.)                                                    |
| 1985          | мини-сериал   | «Изгой» (3 эпизода)                                                                  | Le paria (3 эпизода)                                                                    | Шарль Азнавур, Ottavia Piccolo, Judy Winter                                             | режиссёр                                                                                               |
| 1987          | мини-сериал   | «Здравствуйте, мэтр»                                                                 | Bonjour maître                                                                          | Даниэль Дарьё, Georges Wilson, Gérard Klein                                             | режиссёр                                                                                               |
| 1989—1990     | т/сериал      | «Папарофф» (6 эпизодов)                                                              | Paparoff (6 эпизодов)                                                                   | Мишель Константен, Pascale Petit, André Pousse                                          | режиссёр и сценарист (совм.)                                                                           |
| 1992          | т/ф           | «Дело Салангро»                                                                      | L'affaire Salengro                                                                      | Jean-Claude Dreyfus, Henri Virlojeux, Cyril Robichez                                    | режиссёр                                                                                               |
| 1993          | т/ф           | «Алмазные мечи»                                                                      | Les épées de diamants                                                                   | Jason Flemyng, Caroline Goodall, Urbano Barberini                                       | режиссёр и сценарист (совм.)                                                                           |
| 1994—1995     | т/сериал      | «Мегрэ»                                                                              | Maigret, эпизоды: Maigret et l'affaire Saint-Fiacre (1995) и Cécile est morte (1994)    | Бруно Кремер                                                                            | режиссёр (2 эпизода) и сценарист (2 эпизода совм.)                                                     |
| 1996          | док. т/ф      | «Лино: портрет Лино Вентура»                                                         | Lino: un portrait de Lino Ventura                                                       |                                                                                         | он сам                                                                                                 |
| 1997          | т/сериал      | «Ван Лок: великий флик Марселя», эпизод «За любовь Марии»                            | Van Loc : un grand flic de Marseille, эпизод Pour l'amour de Marie (1997)               | George N'Guyen Van Loc, Cécile Auclert, Пьер Башле                                      | сценарист (1 эпизод)                                                                                   |
| 1999          | телепередача  | «100 фильмов от 100 личностей»                                                       | 100 films par 100 personnalités, эпизод La minute de vérité (1999)                      |                                                                                         | он сам                                                                                                 |
| 2001          | док. т/ф      |                                                                                      | Gabin, gueule d'amour                                                                   |                                                                                         | он сам                                                                                                 |
| 2002          | д/ф           | «Мишель Одьяр и тайна Бермудского треугольника»                                      | Michel Audiard et le mystère du triangle des Bermudes                                   |                                                                                         | он сам                                                                                                 |
| 2003          | д/ф           | «Луи де Фюнес, человеческая комедия»                                                 | Louis De Funès, la comédie humaine                                                      |                                                                                         | он сам                                                                                                 |
| 2006          |               |                                                                                      | Gabin intime, aristocrate et paysan                                                     |                                                                                         | он сам                                                                                                 |
| 2006          | телепередача  | «Воспоминания о французском кино, от освобождения до наших дней», эпмзод #1.1 (2006) | Mémoires du cinéma francais, de la libération à nos jours, эпмзод #1.1 (2006)           |                                                                                         | он сам                                                                                                 |
| 2007          | телепередача  | «Отпечатки»                                                                          | Empreintes                                                                              |                                                                                         | он сам                                                                                                 |
| 2012          | д/ф           | «Великие семьи Дени де ла Пательера»                                                 | Les grandes familles de Denys de la Patellière                                          |                                                                                         | он сам                                                                                                 |

### Сочинение
- Denys de La Patellière. L'enfant évanoui (фр.). — Paris: Mercure de France, 2002. — 184 p. — ISBN 2-7152-2329-3.

## Box-office
| Фильм                               | Дата     | Бокс-офис во Франции |
| ----------------------------------- | -------- | -------------------- |
| Les aristocrates                    | 12.10.55 | 2 915 391 зрителей   |
| Le salaire du péché                 | 26.12.56 | 1 340 747 зрителей   |
| Retour de manivelle                 | 18.09.57 | 2 083 608 зрителей   |
| Les œufs de l'autruche              | 30.08.57 | 1 468 125 зрителей   |
| '[Thérèse Etienne                   | 7.02.58  | 1 332 486 зрителей   |
| Les grandes familles                | 19.11.58 | 4 042 041 зрителей   |
| Rue des prairies                    | 9.10.59  | 3 411 319 зрителей   |
| Les yeux de l'amour                 | 25.11.59 | 1 536 675 зрителей   |
| Un taxi pour Tobrouk                | 10.05.61 | 4 945 968 зрителей   |
| Le bateau d'Emile                   | 2.03.62  | 1 530 137 зрителей   |
| Tempo di Roma                       | 18.01.63 | 332 094 зрителей     |
| Pourquoi Paris ?                    | 24.06.64 | 110 112 зрителей     |
| La fabuleuse histoire de Marco Polo | 6.08.65  | 1 646 994 зрителей   |
| Le tonnerre de Dieu                 | 8.09.65  | 4 096 394 зрителей   |
| Du rififi à Paname                  | 2.03.66  | 1 983 477 зрителей   |
| Le voyage du père                   | 16.09.66 | 1 105 368 зрителей   |
| Le soleil noir                      | 25.11.66 | 507 472 зрителей     |
| Caroline chérie                     | 2.02.68  | 732 145 зрителей     |
| Le tatoué                           | 18.09.68 | 3 211 778 зрителей   |
| Sabra                               | 29.04.70 | 25 497 зрителей      |
| Le tueur                            | 1.03.72  | 910 500 зрителей     |
| Prêtres interdits                   | 22.11.73 | 346 025 зрителей     |